# Palacio Paz
Le Palacio Paz est un ancien hôtel particulier construit entre 1902 et 1914 pour le magnat de la presse José Paz par l’architecte français Louis Sortais. Ce dernier dresse les plans depuis les France, et la majorité des matériaux sont également importés. Ruinée par la Grande Dépression, la fille de Paz vend la demeure, qui est acquise en 1938 par l’État argentin. Celui-ci y loge le cercle militaire, la bibliothèque nationale militaire et le musée national de l’armement, qui y demeurent depuis.
Le bâtiment est classé monument historique national depuis le 14 juillet 2014.